# Sonderberichterstatterin betreffend Kinderhandel und Kinderprostitution
Die Stelle der Sonderberichterstatterin betreffend Kinderhandel und Kinderprostitution (englisch Special Rapporteur on the sale and sexual exploitation of children, including child prostitution, child pornography and other child sexual abuse material) wurde geschaffen, um die Ursachen für den Verkauf und die sexuelle Ausbeutung von Kindern zu analysieren, neue Muster zu identifizieren, bewährte Erfahrungen auszutauschen, Maßnahmen zu deren Bekämpfung und Verhinderung zu ergreifen und Empfehlungen zur Rehabilitation von Kindern abzugeben, die Opfer von Kinderhandel oder sexueller Ausbeutung wurden.

## Das UN-Mandat
Die UN-Menschenrechtskommission schuf diese Stelle am 7. März 1990 mittels einer Resolution, in welcher auch der Auftrag definiert wurde. Dieses UNO-Mandat ist auf drei Jahre befristet und wird regelmäßig verlängert. Nachdem die UN-Menschenrechtskommission im Jahr 2006 durch den UN-Menschenrechtsrat ersetzt wurde, ist dieser nun zuständig und übt die Aufsicht aus. Die letzte Verlängerung des Mandates erfolgte am 6. April 2017.
Die Sonderberichterstatterin ist keine Mitarbeiterin der Vereinten Nationen, sondern wird von der UNO mit einem Mandat beauftragt und dazu erließ der UN-Menschenrechtsrat einen Verhaltenskodex. Der unabhängige Status der Mandatsträgerin ist für die unparteiische Wahrnehmung ihrer Aufgaben entscheidend. Die Amtszeit eines Mandats ist auf maximal sechs Jahre begrenzt.
Sie erstellt thematische Studien und erarbeitet Leitlinien zur Verbesserung der Menschenrechte. Die Sonderbeauftragte macht auf Einladung von Staaten Länderbesuche und kann in beratender Funktion Empfehlungen abgeben. Sie prüft Mitteilungen und unterbreitet den Staaten Vorschläge, wie sie allfällige Missstände beheben können. Sie macht auch Anschlussverfahren in welchen sie die Umsetzung der Empfehlungen prüft. Dazu erstellt sie Jahresberichte zuhanden des UN-Menschenrechtsrat.

## Amtsinhaber
- 1991–1994 Vitit Muntarbhorn – Thailand
- 1994–2001 Ofelia Calcetas-Santos – Philippinen
- 2001–2008 Juan Miguel Petit – Uruguay
- 2008–2014 Najat Maalla M'jid – Marokko
- 2014–2020 Maud de Boer-Buquicchio – Niederlande
- seit 2020 Mama Fatima Singhateh – Gambia